# Cortex visuel primaire

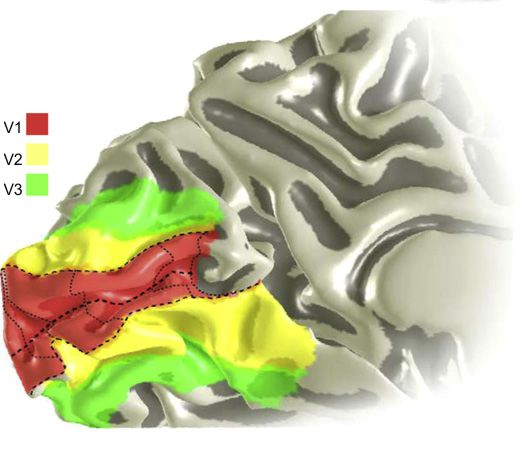
Fig 0 Face interne du lobe occipital : les aires V1, V2 et V3 du cortex visuel humain sont dépliées par gonflement, d'après Wandell (2011).

Le cortex visuel primaire ou cortex strié ou aire V1 constitue la porte d'entrée dans le cortex visuel des informations visuelles provenant du corps genouillé latéral et plus en amont de la rétine de l’œil. Cette aire visuelle est située pour l'essentiel sur la face interne du lobe occipital de chaque hémisphère, enfouie à l'intérieur de la scissure calcarine, sur ses berges supérieure et inférieure (rendues visibles sur la fig 0 en les dépliant par gonflement).
Elle correspond à l'aire de Brodmann 17, une aire bien délimitée par une frontière myéloarchitectonique la séparant de l'aire de Brodmann 18 qui l'entoure.

Fig. 1 Projection du champ visuel sur le cortex strié. Les hémichamps se projettent contralatéralement, les quadrants supérieurs sur les berges inférieures de la scissure calcarine. Vue schématique d'une coupe coronale anatomique postérieure au corps calleux.

## Carte rétinotopique
L'aire V1 réalise une carte rétinotopique donnant une représentation déformée mais homéomorphe du champ visuel (voir cortex visuel, pour les principes d'application rétinotopique). Les hémichamps visuels se projettent contralatéralement : l'hémichamp gauche se projette sur l'hémisphère droit et inversement. Hormis cette discontinuité (le long du méridien vertical du champ visuel), l'application rétinotopique réalise une déformation continue en passant de l'image rétinienne à l'image corticale. La région de la fovéa occupe une aire plus importante que les régions périphériques semblables de la rétine.
Les quadrants supérieurs se projettent sur les berges inférieures des scissures calcarines et inversement.

## Organisation stratigraphique en couches cellulaires

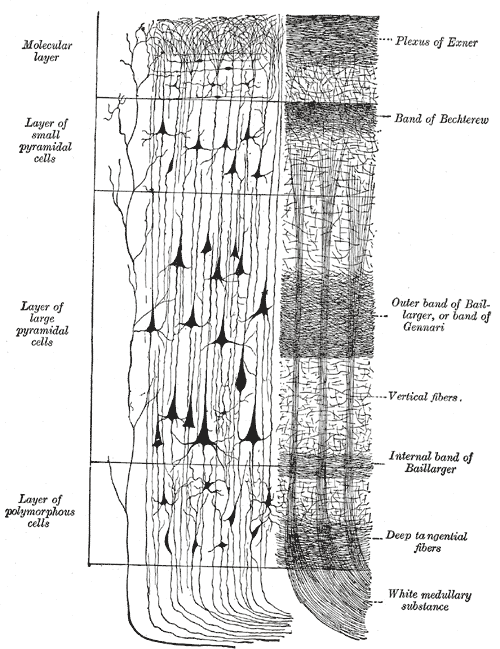
Fig. 2 Cortex cérébral (Gray). À gauche, les groupes de cellules, à droite, les fibres.

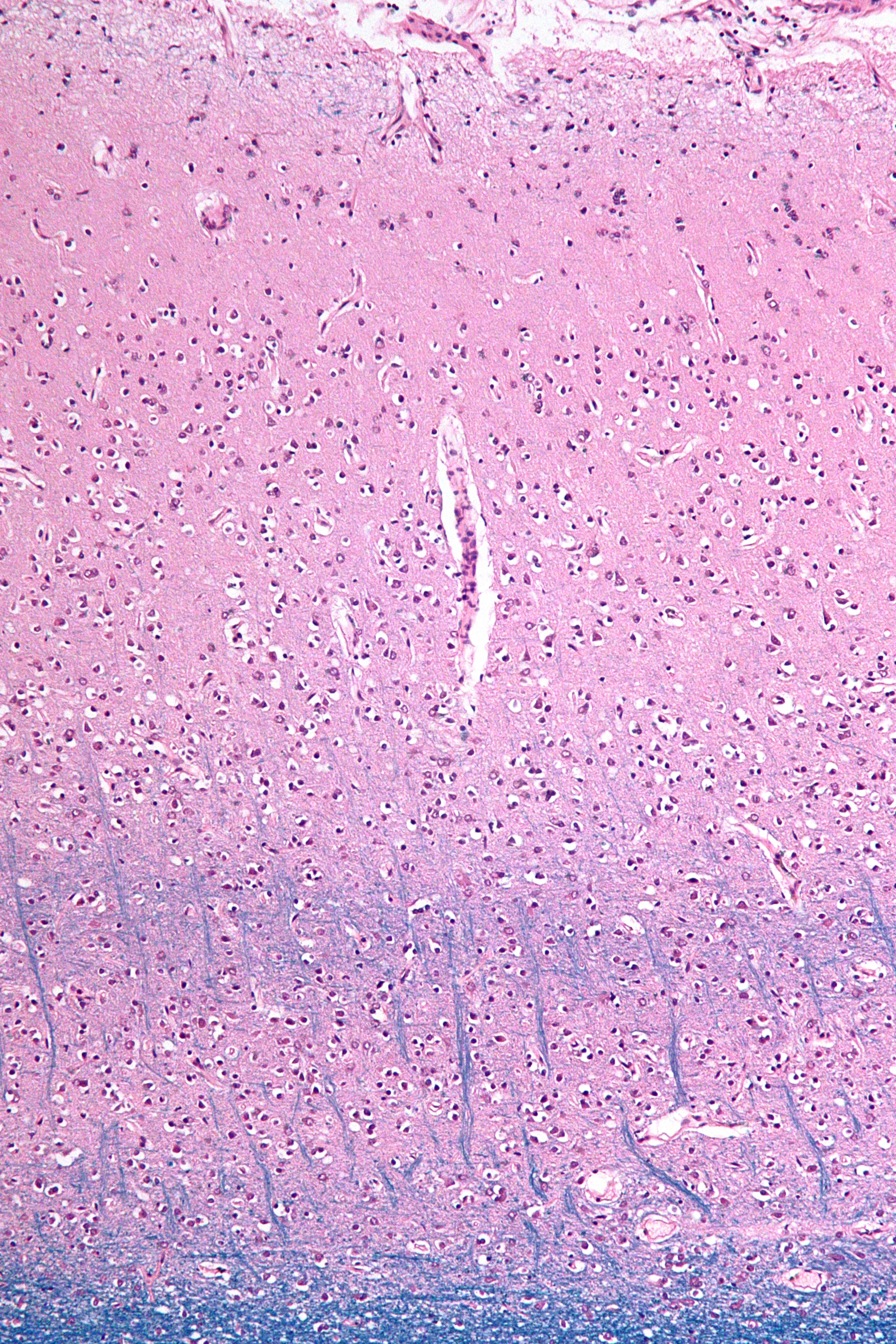
Fig. 3 Coupe histologique du cortex visuel (en rose). Les lignes bleues horizontales du bas sont les stries de Gennari.

Le cortex cérébral varie en épaisseur, allant de 4 mm au fond d'un sillon à 2 mm au sommet d'une circonvolution. Il comporte principalement des cellules pyramidales (excitatrices, glutamergiques, de projection) et des cellules étoilées (dites aussi granulaires) lisses (interneurones locaux inhibiteurs, GABAergiques) ou à épines (interneurones excitateurs).
Comme tout le néocortex, le cortex strié est divisé en 6 couches cellulaires suivant le type et la taille des neurones et la densité des regroupements cellulaires. La présence d'une strie, bien visible à l’œil nu, dans l'une des couches corticales, lui a valu le nom de cortex strié. La numérotation commence à la surface externe :

- la couche I, couche moléculaire, est le plus souvent composée essentiellement d'axones et de dendrites orientés horizontalement, sans corps cellulaires
- la couche II, couche granulaire externe, est composées de cellules granulaires étroitement regroupées
Les couches I-II reçoivent des rétroactions du cortex extrastrié
- la couche III, couche pyramidale externe, est une couche relativement épaisse dominée par les cellules pyramidales de taille petite ou moyenne. Elle émet des connexions cortico-corticales efférentes.

Les couches II-III sont des zones localement riches en cytochrome oxydase CO. La teneur en CO est révélée par un réactif produisant une mosaïque de taches sombres (ou blobs en anglais), de forme ellipsoïde, à plus forte teneur, séparées par des régions claires, pauvres en CO et appelées intertaches (ou interblobs). Les cellules des blobs sont sensibles aux informations sur la couleur, celles des interblobs sont sensibles aux informations sur la luminance et donc aux contours (Shipp et Zeki 1985).
Les couches II et III reçoivent leurs afférences de la couche IVC (cellule 4Cβ) et envoient des projections excitatrices sur les bandes minces et les interbandes de l'aire V2 et sur d'autres régions extrastriées V3, V4, MT, etc.

- la couche IV, couche granulaire interne, est constituée d'un regroupement dense de cellules granulaires épineuses et lisses qui reçoivent des projections du corps géniculé latéral.

Elle est subdivisée en 4 sous-couches 4 A, 4B, 4Cα et 4Cβ. La sous-couche 4B comporte une strie grise, bien visible à l’œil nu, formée par les axones myélinisés arrivant du corps géniculé latéral (CGL). Elle porte le nom de strie de Gennari, car l'anatomiste italien Francisco Gennari fut le premier à la décrire en 1782. Cette strie qui s’interrompt brusquement à la frontière avec l'aire V2 a motivé le qualificatif de strié appliqué au cortex de V1. Les sous-couches 4 A et 4C comportent des neurones étoilés épineux, point d'aboutissement des afférences du CGL.

- la couche V, couche pyramidale interne, est le lieu des efférences primaires du cortex. À la frontière des couches 5-6 se trouvent de grosses cellules pyramidales dites de Meynert.
- la couche VI, couche des cellules polymorphes. Les couches V-VI contiennent de nombreuses projections excitatrices sur le CGL qui assurent un rôle de rétroaction sur ce relais.

Les neurones de chacune de ces couches établissent des connexions interlaminaires surtout dans la direction « verticale » (perpendiculaire à la surface corticale, radialement). Ainsi, les neurones de la couche IV se projettent principalement à la verticale sur les couches III et V.

## Organisation en colonnes

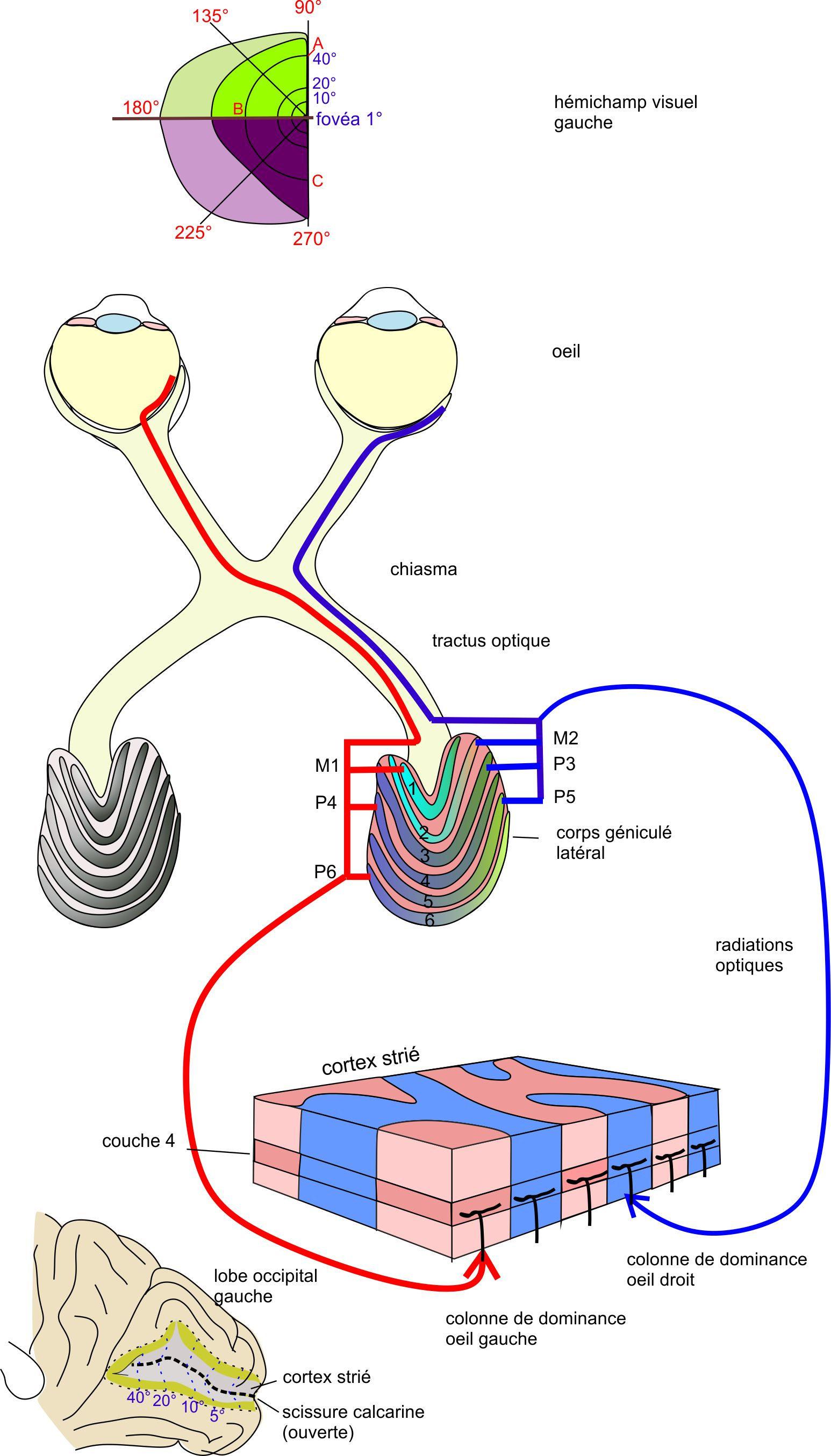
Fig. 4 La projection du champ visuel sur le CGL puis le cortex strié maintient la ségrégation des yeux gauche et droit jusque sur les colonnes de dominance oculaire.

Un principe fondamental de l'organisation corticale est que les neurones donnant des réponses similaires sont regroupés en colonnes « verticales » de 30 à 100 micromètres de large. En se connectant, ces neurones d'une même colonne participent collectivement à la transformation du signal visuel et forment une unité de traitement de l'information. Un regroupement plus étendu des colonnes de même type forme un module fonctionnel.
Pour chaque type de traitement de l'information visuelle (orientation préférée, direction préférée, dominance oculaire, etc.), les colonnes spécialisées sont régulièrement réparties sur le cortex en cartes de motifs périodiques. Les colonnes voisines codent des valeurs voisines des paramètres caractéristiques.
Le cortex strié est couvert de plusieurs cartes superposées, chacune spécialisée dans une analyse particulière. La carte de dominance oculaire sont partiellement responsable de la perception de la profondeur, celle des taches de CO (cytochrome oxydase) traite des couleurs et celle de la sélectivité à l'orientation de l'analyse des formes.
On appelle hypercolonne un volume du cortex, d'environ 1 × 1 mm, dont tous les neurones ont leur champ récepteur dans la même région de la rétine et où sont représentées toutes les orientations, toutes les fréquences spatiales et tous les degrés de binocularité.

### Colonnes de dominance oculaire

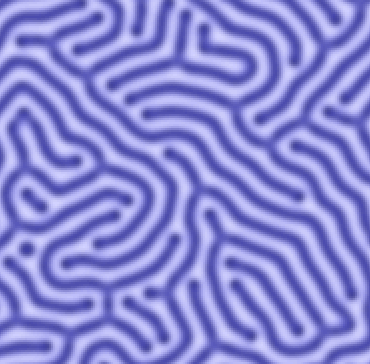
Fig. 5 Carte de dominance oculaire révélée à la surface de V1. En section tangentielle, les « colonnes » influencées par un seul œil apparaissent plutôt sous forme de rubans. Les rubans bleus appartiennent au domaine de l’œil gauche, les rubans blancs de l’œil droit.

Le cortex strié reçoit les informations de l'hémichamp contralatéral. Mais chaque hémisphère reçoit de l'information visuelle venant des deux yeux. Par exemple, l'hémisphère droit reçoit les signaux provenant de l'hémichamp visuel gauche, captés par l'hémirétine nasale de l’œil gauche et l'hémirétine temporale de l’œil droit. Cette ségrégation des deux yeux s'observe dans le CGL, puisque les couches 1, 4, 6 du CGL reçoivent les axones de l'hémirétine nasale controlatérale et les couches 2, 3, 5 du CGL reçoivent les axones de l'hémirétine temporale homolatérale (fig. 4).
La ségrégation oculaire se poursuit dans le cortex de l'Homme et de la plupart des primates. Les afférences de chaque œil dans la couche IV ne sont pas distribuées au hasard mais réparties régulièrement en bandes (de 0,5 mm de large) provenant alternativement de l’œil gauche et droit (Hubel et Wiesel 1974). On observe donc ce qu'on appelle des colonnes de dominance oculaire : au niveau de la couche 4C d'une de ces colonnes, toutes les fibres géniculo-striées y arrivant transmettent des signaux provenant du même œil. Par contre, dans les couches supérieures et inférieures, la moitié des cellules sont influencées par l’œil non dominant.
Une électrode descendue verticalement dans le cortex strié, rencontre des neurones de même préférence oculaire (totalement ou principalement activés soit par l’œil gauche soit par l’œil droit). Il faut déplacer l'électrode d'environ 1 mm à la surface du cortex pour obtenir un échantillon complet de toutes les valeurs de dominance oculaire.
Ces colonnes de dominance oculaire ont aussi été mises en évidence chez le singe, en inoculant un traceur radioactif (un acide aminé, la proline tritiée) dans un œil. Ce marqueur est incorporé dans une protéine puis transporté jusqu'aux synapses. Une petite partie du marqueur est réabsorbée par le neurone postsynaptique et transportée jusqu'au cortex strié. Lorsqu'on examine des coupes du cortex visuel avec un éclairage en fond noir, les bandes de dominance oculaire de la couche IV ressortent avec vigueur (fig. 5).
La comparaison des informations arrivant des yeux droit et gauche, permet d'évaluer la disparité oculaire et d'extraire des informations sur la sensation de profondeur (stéréopsie).

### Colonnes de taches (blobs), riches en CO

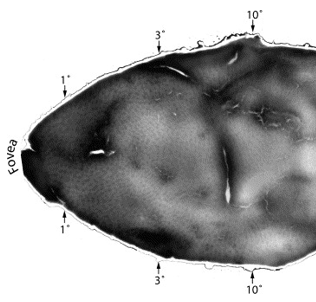
Fig. 6 Carte de taches de CO sur le cortex strié gauche du macaque, recadrée de Economides, Horton (2005).

Un autre type de colonne a été mis en évidence par la coloration d'un réactif par le cytochrome oxydase (CO). Le cytochrome oxydase est une enzyme qui catalyse l'oxydation du cytochrome c réduit. Le test met en évidence les régions à forte activité où la teneur du cytochrome c de la chaîne respiratoire est importante.
Appliquée au cortex strié,, cette technique de coloration révèle une activité métabolique répartie en une mosaïque de taches, riches en CO, régulièrement réparties sur la surface (fig. 6). Les régions à haute activité sont appelées blobs ou patches, taches ou amas en français, et les régions plus claires, interblobs, intertaches.
Les blobs contiennent une prédominance de cellules sensibles aux couleurs (et manquant d'une forte sélection à l'orientation) et les régions interblobs une prépondérance de cellules sensibles à l'orientation et aux contrastes de luminance (et non sensibles aux couleurs).
Les blobs se connectent aux bandes fines de l'aire V2 et les interblobs aux bandes pâles et épaisses de V2.
La ségrégation du traitement de la couleur et de l'orientation est donc conservée en passant dans l'aire V2.
L'interprétation dichotomique proposée par Livingstone et Hubel dès 1984 a suscité une controverse dans la communauté scientifique. Certains groupes n'ont pas trouvé une ségrégation claire entre cellules sensibles aux couleurs ou à l'orientation. D'autres ont observé un large recouvrement entre les amas de cellules sensibles à la couleur et les blobs mais sans qu'il y ait identité. Une étude récente (2008) a montré un alignement précis des cartes de sensibilité à la couleur dans V1 (tracées par imagerie optique) avec les blobs à CO des tissus du cortex.

### Colonnes de sélection d'orientation

Fig. 7 Réponses sélectives des neurones du cortex strié du chat à des barres orientées. (A) Projection sur un écran de barres à un animal anesthésié. Une électrode extracellulaire enregistre les réponses. (B) Ici, un neurone cortical de V1 produit une décharge de potentiels d'action maximale pour une barre verticale et plus faiblement ou pas du tout, pour les autres orientations, d'après Purves et als.

David Hubel et Torsten Wiesel ont montré que les neurones du cortex strié ne répondaient pas aux mêmes types de stimuli que les cellules ganglionnaires de la rétine ou que les neurones du CGL. Alors que ces derniers ont une organisation de leur champ récepteur en centre et pourtour, les neurones corticaux répondent vigoureusement à des bords ou des barres de contrastes, à condition qu'ils soient présentés dans leur champ récepteur selon une orientation particulière.
Toutes les orientations sont détectées dans le cortex. Mais les neurones situés dans des colonnes perpendiculaires à la surface corticale détectent préférentiellement la même orientation.
Ainsi si l'on descend une électrode perpendiculairement à la surface, tous les neurones ont la même orientation préférentielle (fig. 7). Si on l'introduit obliquement, les orientations préférentielles se décalent progressivement. Les colonnes adjacentes codent des orientations changeant de 10° en 10°, dans la même région du champ visuel. Dans un déplacement tangentiel de 3/4 de millimètre, on observe un cycle complet de changement d'orientation.
On estime que 90 % des cellules du cortex strié présentent une sélectivité à l'orientation.

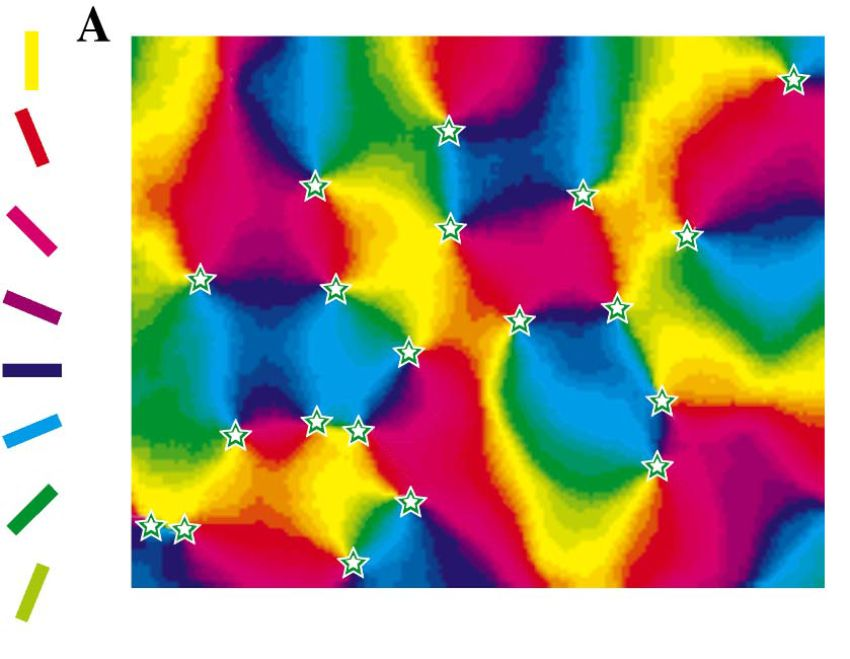
Fig. 8 Carte d'orientation du cortex visuel du chat, obtenue par imagerie optique.
Code des couleurs : la position des neurones répondant fortement aux barres verticales est marquée en jaune, celle des neurones répondant à une barre horizontale en mauve
Les moulinets (marqués d'une étoile) sont des singularités où convergent toutes les lignes d'iso-orientation. Deux singularités adjacentes sont de chiralité opposée (sens des aiguilles d'une montre ou opposé) ; d'après Crair.

Le développement dans les années 1990, d'une technique d'imagerie optique, a permis de saisir directement le niveau global d'activation de la surface corticale sur un animal vivant (anesthésié) qui peut être soumis à plusieurs sessions de stimulations sensorielles. On capte avec une caméra ultra-sensible, les figures d'activité des neurones marqués par un colorant réactif au potentiel ou on capte simplement les changements intrinsèques des propriétés optiques du tissu cérébral actif. En répétant les prises de vue pour des stimuli visuels d'orientation différente, on peut construire une carte de sélectivité à l'orientation dans laquelle chaque point reçoit une couleur correspondant à l'orientation l'activant le plus (fig. 8).
Chez le chat et les primates, la carte d'orientation contient des zones où l'orientation varie continûment et progressivement et des zones où elle varie rapidement autour de singularités. Ce sont des points où toutes les orientations de 0 à 180° sont disposées en étoile. Leur nom de pinwheel en anglais vient de ce que les secteurs colorés semblent tourner autour d'un axe comme les ailes d'un moulinet (jouet).
Ces singularités sont une nécessité mathématique sur une carte possédant par ailleurs une variation continue des orientations, car la seule autre possibilité serait que la carte soit formée de lignes d'iso-orientation parallèles.
Le centre des moulinets tend fortement à se trouver sur un pic de dominance oculaire (donc au milieu des bandes). Si deux lignes d'orientation font un angle θ autour de la singularité, les orientations associées du champ visuel font un angle de θ/2. C'est pourquoi deux rayons opposés du moulinet correspondent à des orientations perpendiculaires (comme mauve et jaune).

### Superposition de cartes

Fig.9 Superposition de 3 cartes du cortex strié du macaque. Les lignes blanches délimitent les zones où l'œil droit (ou gauche) domine. Cette ségrégation des deux yeux est partiellement responsable de l'analyse de la profondeur. Les lignes noires délimitent les blobs de CO, responsables de la perception des couleurs. Les petits cercles jaunes marquent l'emplacement des moulinets (pinwheels). Les domaines en jaune comportent des cellules reconnaissant préférentiellement les contours verticaux, ceux en rouge reconnaissent préférentiellement les orientations de 45 ° La carte est tirée de Bartfeld et Grinvald, 1992.

La technique d'imagerie optique a permis de voir comment s'organisaient les unes par rapport aux autres, les cartes de dominance oculaire, d'orientation préférée et de blobs, responsables respectivement, de la perception de la profondeur, de la forme et des couleurs,. Grinvald et son équipe (2001) dégagent les relations suivantes (fig. 9) :
1. l'orientation préférée est organisée en figures disposées radialement autour d'un point, en forme d'ailes de moulinet (pinwheel)
2. les domaines d'orientation sont continus et ont des frontières floues
3. les lignes d'iso-orientation tendent à croiser perpendiculairement les frontières de dominance oculaire
4. les moulinets d'orientation sont centrés sur les colonnes de dominance oculaire
5. les blobs sont aussi centrés sur les colonnes de dominance oculaire
6. les centres des blobs et les centres des moulinets d'orientation sont disjoints

Une étude d'imagerie optique associée à des mesures électrophysiologiques faites avec des électrodes implantées directement sur le cortex a confirmé ces résultats sauf sur le point de la relation entre blob et perception des couleurs. Lorsque des macaques sont soumis à des stimuli formés de grilles colorées (barres rouges et vertes en alternance, suivant diverses orientations), la caméra capte des taches d'activation réparties régulièrement sur le cortex strié. L'implantation d'électrodes sur le cortex confirme que ces taches d'activation plus foncées correspondent à des cellules nerveuses à sélection de couleur. En construisant des cartes de blobs (riche en CO), les auteurs ont montré que les taches de sensibilité à la couleur sont fortement liées aux blobs sans être identiques. L'étude récente de Lu et Roe (2008) ne confirme pas ces résultats puisque pour eux « le terme de « blob » couvre à la fois le concept de « blob (tache) de CO » et « domaine des couleurs » de V1 ». La raison viendrait que la méthode électrophysiologique pourrait produire un échantillonnage biaisé alors que l'imagerie fonctionnelle donnerait une réponse moyennée sur tout le domaine. Pour eux, l'organisation fonctionnelle du cortex n'implique pas une stricte ségrégation puisque chaque organisation peut comporter des neurones de sélectivités différentes. Mais globalement, chaque population peut donner des réponses différentes.
L'organisation en formes périodiques des colonnes a d'abord été découverte avec les colonnes d'orientation préférée et de préférence oculaire. Depuis ces premiers travaux, des études ont montré que d'autres caractéristiques du stimulus, comme sa couleur, la direction de son déplacement, ou sa fréquence spatiale, se répartissent aussi en motifs répétitifs systématiquement liés les uns aux autres.

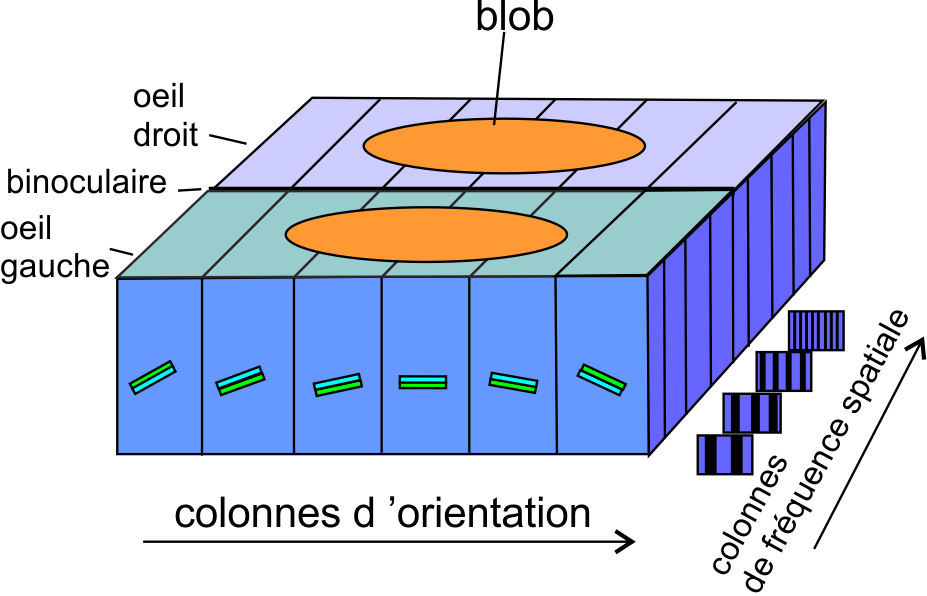
Fig. 7 Hypercolonne regroupant des colonnes d'orientation préférée, de fréquence spatiale, de dominance oculaire et de blobs.

- Le cortex strié assure les fonctions suivantes :
  - codage des orientations de contour
  - codage de la direction des mouvements
  - codage de la profondeur relative
  - codage des fréquences spatiales
  - codage des contrastes chromatiques

Le cortex strié représente la totalité du champ visuel sous forme d'une carte corticale homéomorphe où les objets proches de l'espace visuel sont traités par des neurones proches du cortex. Puis localement, chaque caractéristique du stimulus visuel (orientation, mouvement, etc.) est traitée séparément par un module de neurones spécialisés avant d'être recombinée avec les autres.
Cette organisation est parfois expliquée par la nécessité de combiner des informations provenant d'endroits proches de l'image pour pouvoir traiter de la profondeur, du mouvement ou de la couleur. La rétinotopie en minimisant les connexions serait particulièrement efficace.

## Les connexions

Les projections de V1 sur V2 se font suivant 2 voies partant des compartiments à CO de V1, les blobs et interblobs, d'après Sincich et Horton.

On peut suivre les projections partant de la rétine allant sur le CGL puis repartant sur le cortex strié V1 suivant les 3 voies indépendantes, dites magno, parvo et konio (M, P, K). À l'étage supérieur, dans l'aire V2, la coloration au CO (cytochrome oxydase) a révélé trois types de compartiments, organisés en un système répétitif de bandes épaisses-pâles-fines-pâles s'étendant à travers tout V2. La tentation des chercheurs a été de faire se poursuivre les 3 voies M, P et K indépendamment l'une de l'autre, à travers V1 pour se projeter respectivement sur les 3 bandes (épaisses, pâles et fines) de V2 et pour aboutir au niveau supérieur à un traitement séparé de l'information sur le mouvement et la profondeur dans l'aire MT (voie M) et de la forme (voie P) et de la couleur (voie K) dans V4. Il fut cependant montré que les projections de V1 sur V2 ne se faisait pas à partir de trois mais de deux compartiments, les blobs et les interblobs. Les blobs se projettent sur les bandes fines et les interblobs sur les bandes épaisses et pâles. En injectant des traceurs rétrogrades dans des bandes épaisses et pâles adjacentes, on observe qu'un tiers des cellules atteintes reçoivent un double marquage, indiquant par là, qu'elles se projettent indistinctement sur les deux bandes. Ainsi, les projections des interblobs sur les bandes pâles et épaisses de V2 fusionnent les données des voies P et M.
Sincich et Horton (2005) qui défendent le modèle biparti, pensent que les connexions intracorticales de V1 brouillent complètement la distinction des voies arrivant du CGL, en mélangent les données magno, parvo et konio dans des cellules individuelles. Les attributs de couleur, de forme et de mouvement ne seraient donc pas triés dans V1 et envoyés dans des compartiments différents de V2. Les trois voies peuvent donc se décrire ainsi :
- la voie M provenant des 2 couches ventrales magnocellulaires[16] du CGL (et en amont des cellules ganglionnaires en parasol de la rétine), arrive dans l'aire V1, directement dans les couches 4Cα et 6. La couche 4Cα envoie des projections sur les couches 2/3 et 4B-4 A. Cette voie se termine probablement dans les blobs et interblobs[15] et aboutit sur les couches épaisses et pâles de V2.
- la voie P provenant des 4 couches parvocellulaires du CGL (et en amont des cellules ganglionnaires naines, à opposition de couleurs[N 5] de la rétine), arrive dans les couches 4Cβ et 6 de l'aire V1. Les cellules cibles de 4Cβ se projettent ensuite sur les couches 2-3, puis sur les bandes épaisses et pâles de V2.
- la voie K provenant des 6 sous-couches koniocellulaires du CGL (et en amont des cellules ganglionnaires bistratifiées, bleu-ON jaune OFF, de la rétine), arrive sur les blobs des couches 2-3 de V1 puis se projettent dans les bandes fines de V2.

Le modèle biparti présente donc une ségrégation entre les deux voies provenant des taches à CO (blobs) et les intertaches. L'aire V2 reçoit aussi d'importantes projections venant du pulvinar, un relais thalamique de haut-niveau. Il s'agit d'une rétroaction sur V2 car le pulvinar reçoit des projections de V1.